# 尼科利斯克 (奔薩州)
53°43′N 46°05′E / 53.717°N 46.083°E
尼科利斯克（俄语：Нико́льск）是俄羅斯奔薩州東北部的一個城市，距奔薩120公里。2002年時人口為20,461人。
尼科利斯克於1669年建立，1954年正式設市。